# Witgezoomd spikkeldikkopje
Het  witgezoomd spikkeldikkopje (Pyrgus carthami) is een dagvlinder uit de familie Hesperiidae (dikkopjes).

## Verspreiding
De soort komt voor van Midden-Frankrijk, Oost-Duitsland en Litouwen tot Zuid-Spanje en van Zuidwest-Frankrijk tot Centraal-Azië.
In Nederland is maar één waarneming van deze soort, een zwerver, een mannetje in De Lutte in Overijssel in 1917. In België kwam de soort voor in de provincie Luxemburg, maar is daar al voor 1940 verdwenen. De dichtstbijzijnde populaties bevinden zich momenteel in de Vogezen en het Rijndal.

## Levenswijze
Het witgezoomd spikkeldikkopje legt ongeveer tachtig eieren op bladeren van de waardplant. Als waardplanten worden verschillende ganzeriksoorten (Potentilla) en kaasjeskruid (Malva) gebruikt. De rupsen overwinteren als halvolgroeide rups tussen samengesponnen bladeren in de strooisellaag. De vlinders vliegen van half mei tot eind juni.

## Biotoop
De vlinder komt voornamelijk voor op warme en droge plekken in licht of niet beweide graslanden.